# Ballon-plafond

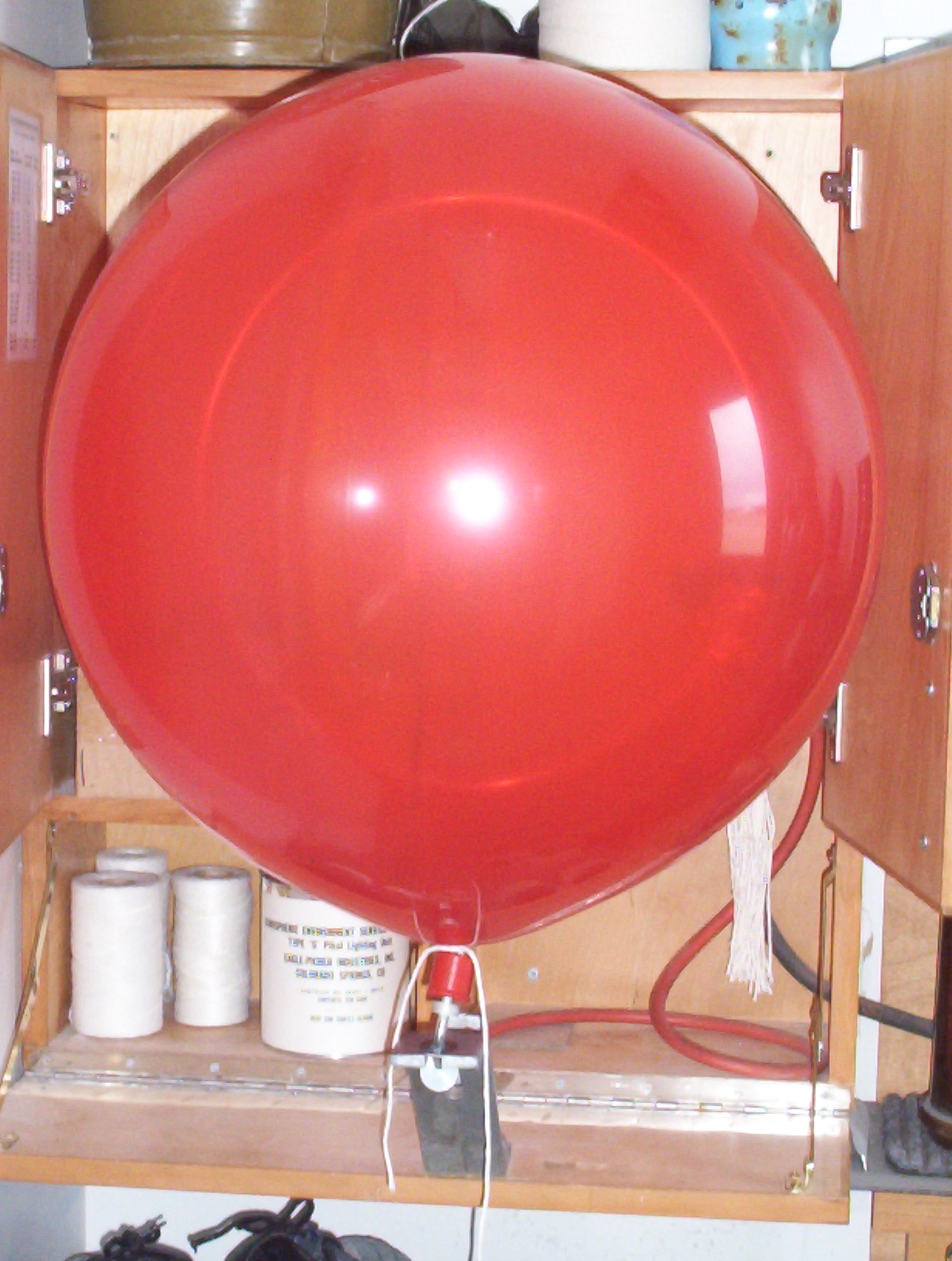
Un ballon-plafond gonflé

Un ballon-plafond, ou ballon de plafond, est un petit ballon utilisé en météorologie aéronautique pour mesurer la hauteur de la base des nuages au-dessus du sol durant le jour. Il peut aussi servir à l'estimation de la vitesse et de la force du vent en altitude, il est alors connu comme PIBAL (de l'anglais Pilot Balloon). 
La vitesse d'ascension du ballon étant connue, le temps qu'il prend pour atteindre les nuages permet de déterminer cette hauteur. Il est utilisé dans les situations où un célomètre n'est pas disponible ou quand la visibilité verticale est réduite. Les informations recueillies seront transmises dans le rapport météorologique METAR. 

## Description
Un ballon-plafond est un petit ballon en caoutchouc ayant un diamètre de 76 mm à vide et environ 40 cm après gonflement. Il est habituellement rouge pour être visible de loin car une fois lâché, il se déplace avec le vent. Ce ballon est gonflé à l'hélium, si disponible, mais le plus souvent avec de l'hydrogène produit par électrolyse de l'eau. Aucune charge utile ne lui est attachée mais il est lesté d'un contrepoids.

## Utilisations

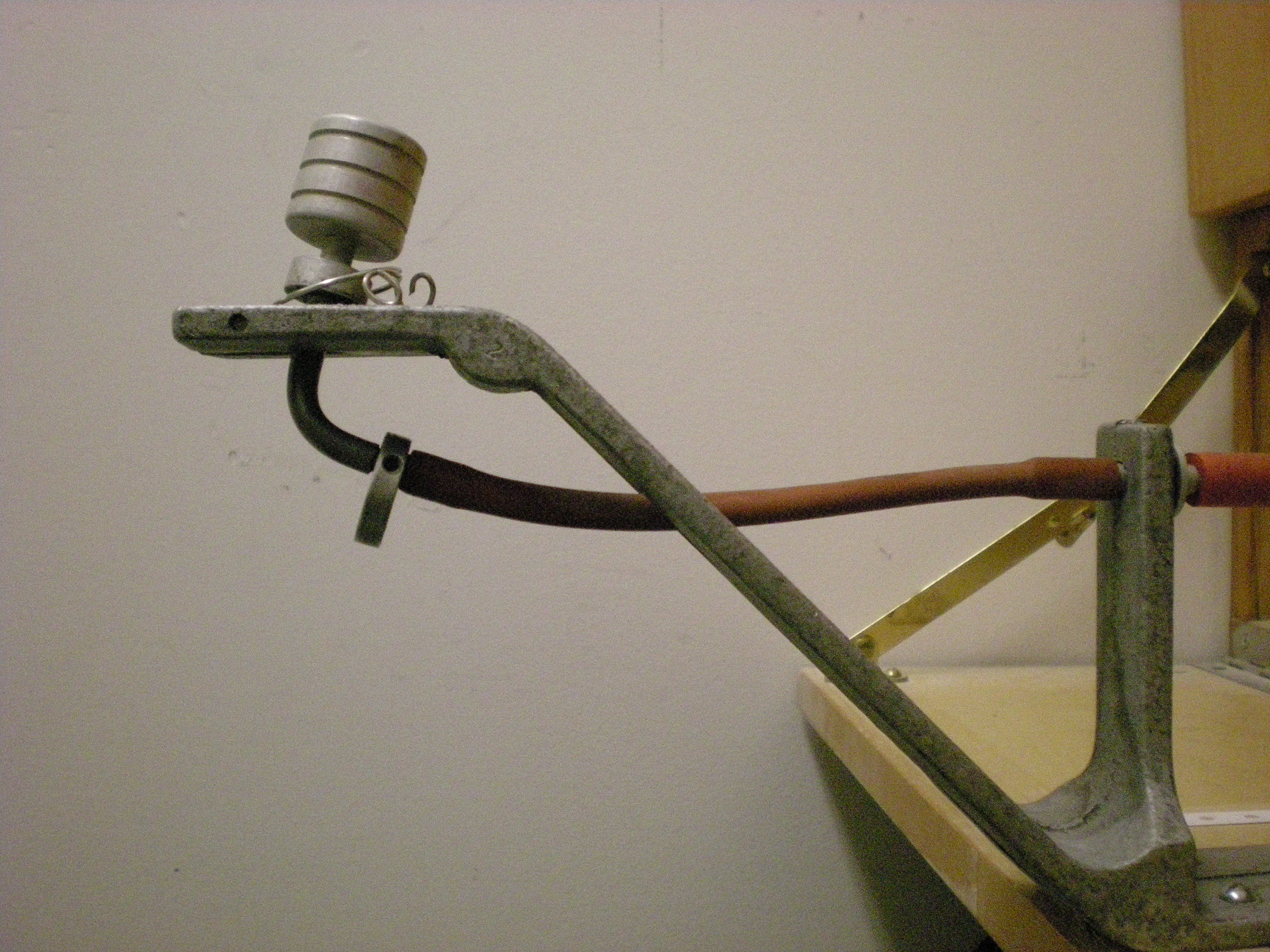
Gros plan de la station de gonflement

Le ballon est gonflé dans un atelier puis relâché à l'extérieur dans un endroit éloigné d'obstacles comme des édifices ou des arbres. Le ballon étant moins dense que l'air ambiant, selon la poussée d'Archimède il s'élève alors dans l'air. Comme il est utilisé pour mesurer la hauteur des nuages de bas niveau, son taux d'ascension est considéré comme constant à environ 140 m/min. La mesure du temps pris pour atteindre la base des nuages donne ainsi cette hauteur. 
Cependant, la base des nuages est rarement uniforme et solide, le ballon peut demeurer visible un certain temps après être entré dans le nuage. C'est pour cette raison que la mesure de temps est prise non pas quand le ballon disparait dans ce dernier mais quand sa couleur commence à pâlir. De plus, si le ballon reste visible longtemps dans le nuage avant de disparaître, cette information doit être notée dans le rapport météorologique.
Le ballon-plafond peut également être utilisé pour mesurer la visibilité verticale dans le brouillard, la poudrerie ou la poussière. Dans ce cas, la mesure se fait quand le ballon disparaît complètement de la vue de l'observateur.
Finalement, ce ballon peut être utilisé pour déterminer la force et la direction des vents lors de son ascension, on parle alors de ballon-pilote ou PIBAL. Il est suivi visuellement depuis le sol à l'aide d'un théodolite ou par un radar, si un réflecteur métallique lui est adjoint.

## Désavantages
L'utilisation du ballon-plafond est une méthode simple de mesure mais il a certains désavantages. En cas, de précipitations, pluie ou neige, son taux d'ascension est diminué par la surcharge que causent celles-ci ce qui fausse le temps que prendra le ballon pour atteindre les nuages et donc donnera une surestimation de la hauteur de ceux-ci. Lors de forts vents ou de visibilité horizontale mauvaise, le ballon pourra sembler entrer dans le nuage plus tôt qu'en réalité pour l'observateur. 
Au taux normal d'ascension, le ballon prend cinq minutes pour atteindre 700 m. Il se trouve alors soit très haut pour l'observateur ou il a été transporté au loin par le vent. Il est donc difficile d'utilisation passé cette hauteur, même en utilisant des jumelles, à cause du problème de juger des détails. 
Finalement, son utilisation nocturne est difficile car il est difficile de le distinguer. Il peut être muni d'un source lumineuse, comme une petite lampe de poche à piles.